# Проспект Кіфісіас
Проспект Кіфісіас (грец. Λεωφόρος Κηφισίας) — один з найдовших проспектів столиці Греції міста Афін.

## Загальні відомості
Загальна довжина проспекту Кіфісіас — близько 20 км. Він починається на відстані 4 км на північний схід від центру Афін й закінчується межею муніципалітету Неа-Еритреї північніше Кіфіссії.

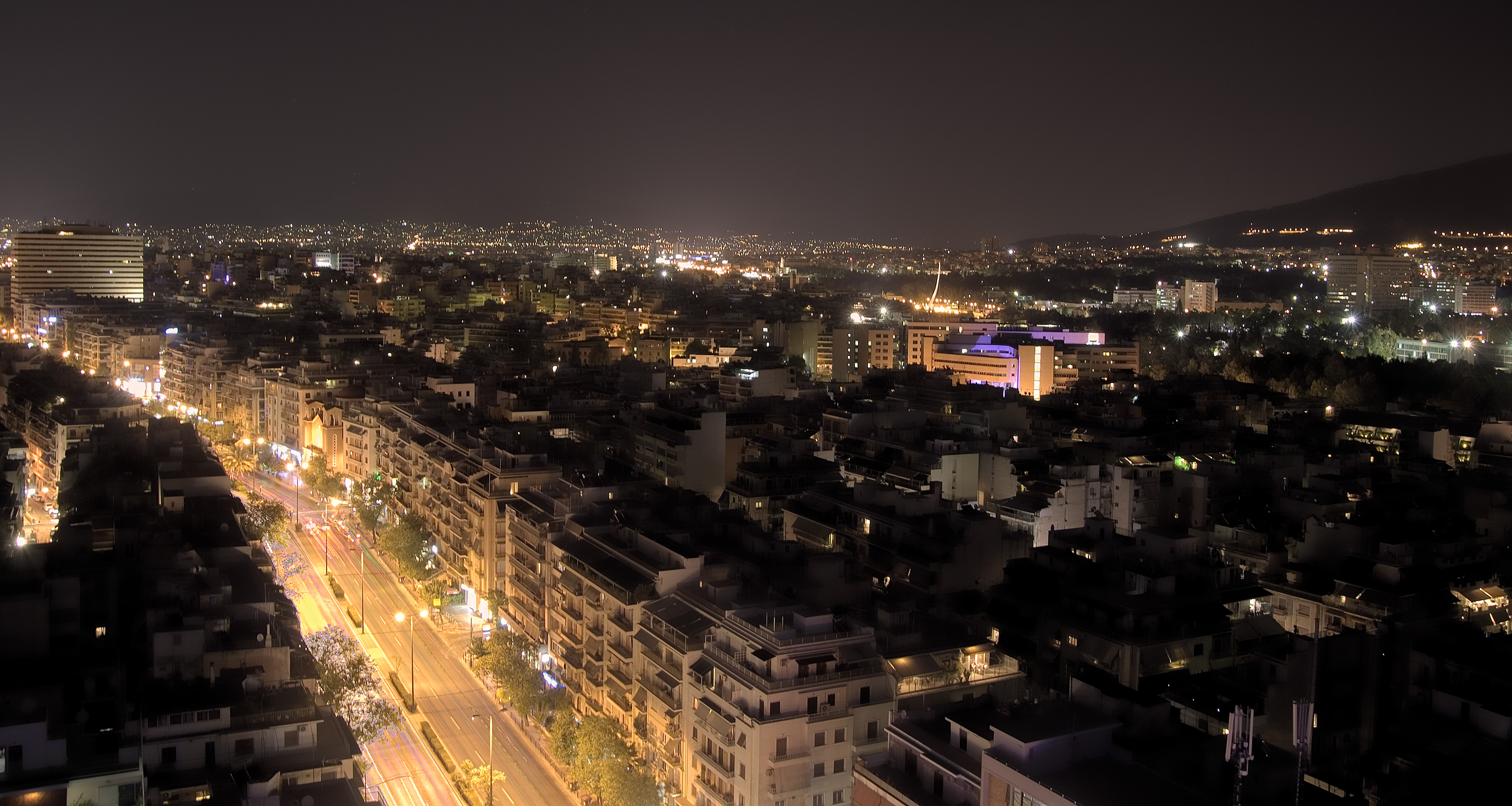
Проспект Кіфісіас уночі

До Кіфіссії кількість смуг проспекту Кіфісіас — три, а починаючи від цього містечка і надалі — дві.
Проспект Кіфісіас починається від перехрестя проспектів Александрас і Мессоґейон, і потому перетинається з дорогою Катечакі, трьома шляхами на Нео-Психіко і Філофеї та до Афінського Олімпійського стадіону; є також кільця і з'їзди з проспекту на Аттікі-Одос, Вріліссію, Маруссі. Проспект минає через лісопаркову зону в Маруссі Анаврита.
Проспектом (більшою його частиною) курсує маршрутний автобус, початок маршруту якого неподалік від початку проспекту. Проспект Кіфісіас разом з проспектами Каліроїса та Андреаса Синґроса утворює транспортний коридор із Афін з півночі в напрямку півдня.

## Основні споруди
Це важлива комерційна вулиця — тут розташовані численні офіси й представництва багатьох грецьких компаній, зокрема Athenian Brewery.
На проспекті Кіфісіас зведено 4 висотні будівлі, що входять до 20-ки найвищих споруд Афін та Греції: Центральна вежа «Атріна», готель «Президент», Афінський виставковий центр, Вежа OTE.